# Ilona Alexandrowna Bronewizkaja

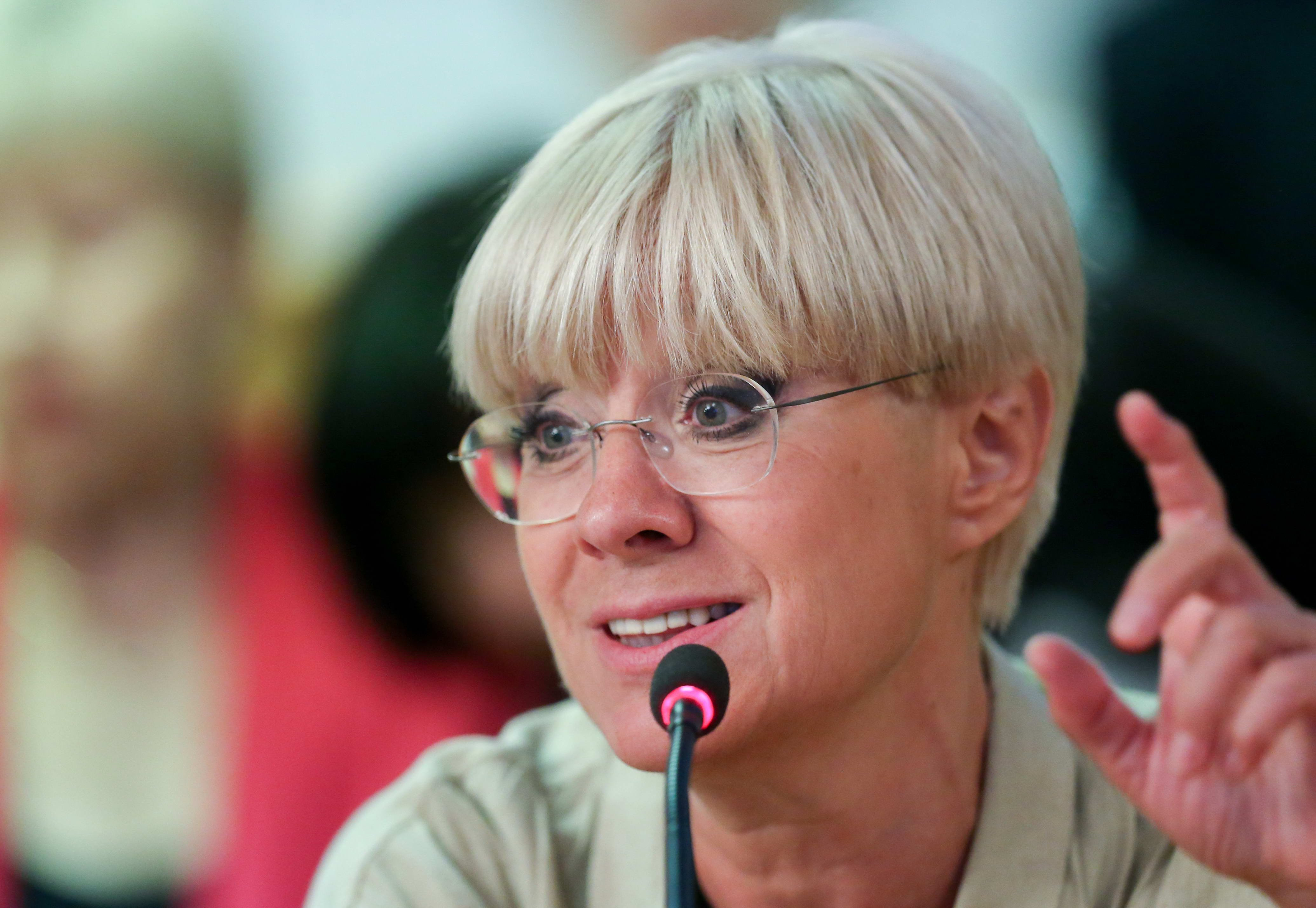
Ilona Bronewizkaja (2019)

Ilona Alexandrowna Bronewizkaja (russisch Илона Александровна Броневицкая; * 17. Februar 1961 in Leningrad) ist eine russische Schauspielerin, Sängerin und Moderatorin.
Sie ist die Tochter der Sängerin Edita Pjecha und Mutter des russischen Popsängers Stas Pjecha.

## Weblink
- Ilona Bronevitskaya bei IMDb

| Personendaten    | Personendaten                                      |
| ---------------- | -------------------------------------------------- |
| NAME             | Bronewizkaja, Ilona Alexandrowna                   |
| ALTERNATIVNAMEN  | Броневицкая, Илона Александровна (russisch)        |
| KURZBESCHREIBUNG | russische Schauspielerin, Sängerin und Moderatorin |
| GEBURTSDATUM     | 17. Februar 1961                                   |
| GEBURTSORT       | Leningrad, Sowjetunion                             |